# كورنيليا كابوكس
كورنيليا إيزا كابوكس (مواليد 13 يوليو 2000) لاعبة كرة قدم سويدية محترفة، تلعب في مركز الهجوم مع نادي نادي ليفربول للسيدات ضمن الدوري السوبر للسيدات، ولاعبة منتخب السويد للشباب على اللعب على المستوى الدولي، مثلت السويد في فئات تحت 17 عامًأ وتحت 19 عامًأ، وتحت 23 عامًأ ومنتخب السويد لكرة القدم للسيدات، لعب لعدة أندية في الدوري السويدي لكرة القدم للسيدات كونغسباكا، ولوسدالس، وإي كي أوبسالا، ولينكوبينغ إف سي السويدية.

## نشأتها
كان جدها، جيزا كابوكس، لاعب كرة قدم مجريًا لعب إلى جانب فيرينتس بوشكاش. وُلدت ونشأت في السويد، بدأت لعب كرة القدم في سن مبكرة ضمن أندية محلية. لفتت كابوكس الأنظار لأول مرة بفضل مهاراتها الرياضية وموهبتها التهديفية أثناء لعبها في دوريات الشباب في مقاطعة هالاند، مما مهد الطريق لتطورها في كرة القدم النسائية السويدية التنافسية.

## مسيرتها الرياضية

### أندية المحلية
عندما كانت صغيرة، بدأت مسيرتها المهنية مع نادي تولو، قبل أن تصعد في كرة القدم السويدية مع كونغسباكا دي إف إف، ليوسدالس، أوبسالا ونادي لينكوبينج. بفضل أدائها القوي في إيتان وإيليتان، نالت التقدير كواحدة من أبرز المهاجمات الواعدات في الدوري، حيث أشيد بسرعتها ووعيها التكتيكي. في نادي إي كي أوبسالا، لعبت دورًا محوريًا في موسم 2020، ولفتت انتباه أندية الدرجة الأولى، مما أدى إلى توقيعها مع نادي لينكوبينغ في وقت لاحق من ذلك العام. في 7 ديسمبر 2020، أعلن نادي لينكوبينج لكرة القدم أن كابوكس قد وقع عقدًا لمدة عامين مع النادي.

### ليفربول
في 15 أغسطس 2024، وقع كابوكس مع ليفربول من لينشوبينغ. ظهرت لأول مرة مع الفريق الأول للريدز في 6 أكتوبر 2024 خلال موسم 2024-25 لنادي ليفربول لكرة القدم للسيدات، حيث سجلت الهدف الافتتاحي في فوز 3-2 على نادي توتنهام هوتسبير للسيدات، بتسديدة مذهلة بعيدة المدى فوق حارس المرمى. تم ترشيح الهدف لاحقًا لجائزة هدف الشهر في دوري السوبر للسيدات. سجلت كابوكس هدفها الثاني بعد أسبوعين ضد كريستال بالاس، حيث انحنت الكرة في زاوية المرمى.

## مسيرتها الدولية
مثلت كابوكس السويد في فئات الشباب الدولية تحت 17، وتحت 19، وتحت 23 عامًا. سجلت كابوكس هدفها الدولي الأول مع منتخب السويد تحت 17 عامًا بإحرازها هدف التعادل ضد منتخب الجبل الأسود، في 8 أكتوبر 2016، مما أدى إلى فوز منتخب السويد بنتيجة 2-1 خلال تصفيات بطولة تحت 17 عامًا 2017.
في تصفيات بطولة تحت 19 عامًا 2019، سجلت هدفين ضد كازاخستان في 3 أكتوبر 2018، تلاهما هدفين آخرين ضد السويد في الجولة النهائية من التصفيات في 9 أبريل 2019. من عام 2020 إلى عام 2024، مثلت كابوكس منتخب السويد تحت 23 عامًا، حيث شاركت في 24 مباراة وسجلت أربعة أهداف لفريق الشباب.